# Jeanot Eschbach
Jeanot Eschbach (* 15. April 1989) ist ein Schweizer Unihockeyspieler auf der Position des Verteidigers. Eschbach steht wie sein Bruder Chris beim Nationalliga A-Verein UHC Waldkirch-St. Gallen unter Vertrag.

## Karriere

### Verein

#### Hin und her
Eschbach spielte zwischen 2006 und 2010 in der U21 des UHC Waldkirch-St. Gallen. Zur Saison 2010/11 wechselte der 180 cm grosse Verteidiger zu den Jona-Uznach Flames, bei welchen er eine Saison in der Nationalliga B spielte. Im Herbst 2011 wechselte Eschbach zurück zum UHC Waldkirch-St.Gallen. Wiederum nach nur einer Saison bei den Ostschweizern wechselte er 2012 zurück zu den Flames. Während seiner Zeit bei den Flames musste sich Eschbach beide Fersen operieren lassen und fiel für längere Zeit aus. Nach zwei Jahren bei den Flames wechselte er zu Beginn der Saison 2014/15 zum UHC Herisau.

#### UHC Waldkirch-St. Gallen
Nach seinem Engagement beim UHC Herisau wurde Eschbach im Frühjahr 2015 erneut vom UHC Waldkirch-St. Gallen unter Vertrag genommen. Am 30. März 2017 gab der UHC Waldkirch-St. Gallen bekannt, dass Eschbach seinen Kontrakt um ein Jahr bis Ende Saison 2017/18 verlängert hat. Ein Jahr später gab der UHC Waldkirch-St. Gallen die erneute Vertragsverlängerung mit Eschbach bekannt.